# UFC Fight Night: Maynard vs. Diaz
UFC Fight Night: Maynard vs. Diaz II, também conhecido como UFC Fight Night 20, foi um evento de mixed martial arts realizado pelo Ultimate Fighting Championship (UFC) em 11 de Janeiro de 2010 no Patriot Center em Fairfax, Virginia.

## Background
Nik Lentz era esperado para enfrentar Jeremy Stephens no evento. No entanto, Stephens foi retirado da luta por conta de uma lesão e foi substituído por Thiago Tavares.
Uma luta entre Josh Koscheck e Mike Pierce estava prevista para acontecer neste evento. No entanto, Koscheck foi deslocado deste evento para uma luta com Anthony Johnson no UFC 106, enquanto Pierce enfrentou Jon Fitch no UFC 107.
Mike Massenzio era esperado para enfrentar Gerald Harris, mas foi forçado a sair do card devido a uma lesão e foi substituído por John Salter.

## Card Oficial
Nota 1 Devido a um erro de pontuação, a luta foi inicialmente anunciada como uma decisão majoritária.

Nota 2 Um ponto foi tirado de Tavares devido a um chute na virilha.

## Bônus da Noite
Os lutadores ganharam bônus de US$30,000.
- Luta da Noite:Tom Lawlor vs. Aaron Simpson
- Nocaute da Noite: Gerald Harris
- Finalização da Noite: Evan Dunham

## Ligações Externas
1. ↑  Nota 1
2. ↑  Nota 2